# Croix de cimetière de Bouverans
La Croix de cimetière de Bouverans est une croix du XVIe siècle située sur la commune de Bouverans dans le département français du Doubs.

## Localisation
La croix est située au centre du village, à côté de l'église de l'Assomption.

## Histoire
La croix date du XVIe siècle et a subi une restauration au XIXe siècle. Elle est inscrite au titre des monuments historiques depuis le 22 novembre 1993.

## Description
Le piédestal et le pilier sont de style troubadour. 
Sur le piédestal, une plaque contient l'inscription : 

« Croix de Mission 26 9bre 1854 indulgence de 300 jours »